# グナエウス・オクタウィウス (紀元前76年の執政官)
グナエウス・オクタウィウス（ラテン語: Gnaeus Octavius、紀元前119年ごろ - 没年不明）は紀元前1世紀初期・中期の共和政ローマの政治家。紀元前76年に執政官（コンスル）を務めた。

## 出自
グナエウス・オクタウィウスが属するプレブス（平民）のオクタウィウス氏族は、紀元前230年にグナエウス・オクタウィウス・ルフスが財務官（クァエストル）に就任したことで歴史に登場する。ルフスには二人の息子がいたことが分かっている。次男ガイウスの子孫は騎士階級に留まったが、ガイウスの玄孫がローマ帝国初代皇帝アウグストゥス（出生時の名前はガイウス・オクタウィウス・トゥリヌス）である。ルフスの長男のグナエウスは紀元前205年に法務官（プラエトル）に就任している。その子グナエウスは紀元前165年に氏族として初めて執政官に就任した。
カピトリヌスのファスティによると、本記事のオクタウィウスの父のプラエノーメン（第一名、個人名）はマルクス、祖父はグナエウスである。歴史学者は、紀元前165年の執政官を祖父、父は紀元前133年にティベリウス・センプロニウス・グラックスの同僚として護民官を務めたが、その政敵でもあったマルクス・オクタウィウスと考えている。
紀元前87年の執政官グナエウス・オクタウィウス は従兄弟とされている。この家系は代々コグノーメン（第三名、家族名）を名乗っていない。

## 経歴
執政官就任年と、当時のコルネリウス法による高位官職の年齢規定から逆算して、オクタウィウスの生年は紀元前119年ごろとされている。コルネリウス法ではプラエトル（法務官）から執政官まで最低2年の間隔が要求されていることから、オクタウィウスは遅くとも紀元前79年には法務官を務めたはずである。
紀元前76年に執政官に就任。同僚執政官はガイウス・スクリボニウス・クリオであった。この年、護民官グナエウス・シキニウスが、スッラが制定した護民官の権限を制限する法律の廃止を訴えたが、両執政官はこれに反対した。サッルスティウスは、シキニウスはノビレス（新貴族）たちに「包囲され」、この対立は「無実の護民官の死につながった」と書いているが、これを本当にシキニウスが殺害されたのか、あるいは単なる比喩なのかに関して、歴史学者の意見は分かれている。
執政官就任時に既に痛風を患っていたことが知られており、厳粛な就任式において、包帯を巻き湿布をして座らなければならなかった。キケロによると、クリオはオクタウィウスを隣に座らせて長い演説をしたが（クリオは演説中に体を揺らすくせがあった）、護民官シキニウスはオクタウィウスに向かって「あなたは御同僚に命を救われましたな。あの人がいつものよう揺れていたおかげで、ハチに刺されずに済んだのですから」と揶揄した。
その後のオクタウィウスに関する記録はない。キケロはオクタウィウスを「弁論家には向いておらず、軍人にするほうがまし」と評している。

## 子孫
紀元前50年のアエディリス（按察官）マルクス・オクタウィウスを息子とする説がある。

## 参考資料

### 古代の資料
- カピトリヌスのファスティ
- ガイウス・サッルスティウス・クリスプス『歴史』
- マルクス・トゥッリウス・キケロ『ブルトゥス』

### 研究書
- Egorov A. Julius Caesar. Political biography. - SPb. : Nestor-History, 2014 .-- 548 p. - ISBN 978-5-4469-0389-4 .
- Lyubimova O. Mark Licinius Crassus and the plebeian tribunes of the 70s of the 1st century BC e. // Bulletin of ancient history. - 2013. - No. 2 . - S. 148-157 .
- Broughton R. Magistrates of the Roman Republic. - New York, 1952. - Vol. II. - P. 558.
- Münzer F. Octavius // Paulys Realencyclopädie der classischen Altertumswissenschaft . - 1937. - Bd. XVII, 2. - S. 1801-1803.
- Münzer F. Octavius 22 // Paulys Realencyclopädie der classischen Altertumswissenschaft . - 1937. - Bd. XVII, 2.- S. 1818.
- Münzer F. Octavius 33 // Paulys Realencyclopädie der classischen Altertumswissenschaft . - 1937. - Bd. XVII, 2. - S. 1823-1825.
- Münzer F. Octavius 79 // Paulys Realencyclopädie der classischen Altertumswissenschaft . - 1937. - Bd. XVII, 2. - S. 1853-1854.
- Sumner G. Orators in Cicero's Brutus: prosopography and chronology. - Toronto: University of Toronto Press, 1973 .-- 197 p. - ISBN 9780802052810 .